# Front za linijej fronta
Front za linijej fronta (russisk: Фронт за линией фронта) er en sovjetisk spillefilm fra 1977 af Igor Gostev.

## Medvirkende
- Vjatjeslav Tikhonov som Mlynskij
- Ivan Lapikov som Jerofeitj
- Galina Polskikh som Zina
- Valerija Zaklunnaja som Irina Petrovna
- Oleg Zjakov som Matvej